# Francisca
Francisca is een meisjesnaam.
De naam is afgeleid van Franciscus, die is afgeleid van Francesco, "Fransman". De naam werd bekend door de middeleeuwse heilige Franciscus van Assisi. Zijn doopnaam was eigenlijk Giovanni, maar na een lange reis naar Frankrijk werd hij door zijn vader Francesco, "Fransman", genoemd.

## Varianten
- Nederlands: Francien, Francine, Cisca
- Latijn: Fransisca
- Frans: Françoise, Francine
- Engels: Francis
- Italiaans: Francesca
- Spaans: Francisca, waarvan afgeleid: Paca, Fran, Chisca, Xisca
- Overige: Cis, Ciska, Cissy, Franka, Franca, Fransje.

## Bekende naamdraagsters
- Francisca Caroline van Portugal en Brazilië (1824-1898), prinses van Brazilië en infanta van Portugal; dochter van koning Peter I van Brazilië
- Francisca van Orléans (1816-1818), derde dochter van de latere koning Lodewijk Filips van Frankrijk en van Marie Amélie van Bourbon-Sicilië
- Francisca Xaveria Cabrini (1850-1917), een Italiaanse heilige
- Francisca van Saksen-Lauenburg (1675-1733), dochter van hertog Julius Frans van Saksen-Lauenburg en Hedwig van Palts-Sulzbach; regentes